# Hugo Pérez (argentyński piłkarz)
Hugo Leonardo Pérez (ur. 6 października 1968 w Avellanedzie) – argentyński piłkarz, grający na pozycji pomocnika.
Perez zaczął profesjonalną karierę w 1987 roku w Racing Club, dla którego grał przez cztery lata i w 1991 roku zdecydował się na zmianę barw klubowych. Od tamtej pory grał dla Ferro Carril Oeste, w którym rozegrał 36 spotkań i zdobył dwie bramki. W 1992 roku jego klubem został CA Independiente. Tam grał przez 2 lata, zagrał 75 razy, zdobył 15 goli i w 1994 roku został piłkarzem Sportingu de Gijón. Rozegrał w nim 57 spotkań, zdobył 5 goli i w 1997 roku został piłkarzem Estudiantes La Plata, w którym rok później zakończył karierę.
Pérez wystąpił 14-krotnie w reprezentacji Argentyny, oraz zdobył dla niej 3 gole. Wystąpił z nią na Mundialu 1994 oraz na Copa América 1995